# Arístides Pérez
Arístides Pérez (ur. 31 sierpnia 1933) – gwatemalski zapaśnik. Olimpijczyk z Helsinek 1952, gdzie zajął piętnaste miejsce w stylu klasycznym i siedemnaste w stylu wolnym. Walczył w kategorii do 67 kg.

## Letnie Igrzyska Olimpijskie 1952
| Konkurencja          | Rundy eliminacyjne       | Rundy eliminacyjne         | Klas. końcowa |
| Konkurencja          | Przeciwnik I             | Przeciwnik II              | Miejsce       |
| -------------------- | ------------------------ | -------------------------- | ------------- |
| 67 kg styl klasyczny | Franco Benedetti (ITA) P | Zbigniew Szajewski (POL) P | 15.           |

| Konkurencja      | Rundy eliminacyjne    | Rundy eliminacyjne       | Klas. końcowa |
| Konkurencja      | Przeciwnik I          | Przeciwnik II            | Miejsce       |
| ---------------- | --------------------- | ------------------------ | ------------- |
| 67 kg styl wolny | Osvaldo Blasi (ARG) P | Heini Nettesheim (FRG) P | 17.           |